# Малин (судно)
«Малин» — катер-торпедолов проекту 1388 (шифр «Баклан») Військово-Морських Сил України. Бортовий номер U890. Катер був названий на честь міста Малин.

## Історія
Катер-торпедолов «ТЛ-1005» був закладений на Соснівському ССЗ (зав.№2181), спущений на воду 11 грудня 1974 року, а вже 31 грудня 1974 року ввійшов до складу Чорноморського флоту ВМФ СРСР. Даний катер входив до складу 155-ой Констанцського ордена Ушакова бригади підводних човнів. Згідно Договору щодо розподілу Чорноморського флоту в 1997 році «ТЛ-1005» відійшов Україні, де він був перейменований в «Малин» (бортовий U890). Катер-торпедолов «Малин» був списаний 13 березня 2002 року.